# Postulat de Khazzoom-Brookes
Le postulat de Khazzoom-Brookes est une théorie économique selon laquelle une meilleure efficacité énergétique tend paradoxalement à augmenter la consommation d'énergie. Cette théorie a été proposée par les économistes Daniel Khazzoom et Leonard Brookes de manière indépendante dans les années 1980. Elle reprend et actualise le paradoxe de Jevons et est un exemple de l'effet rebond.

## Concept
Le postulat est que « les améliorations de l'efficacité énergétique qui, au sens le plus large, sont justifiées au niveau microéconomique, conduisent à de plus hauts niveaux de consommation d'énergie au niveau macroéconomique ». En d'autres termes, il existe une disjonction entre le niveau microéconomie et le niveau macroéconomique.
Ce postulat est une mise à jour de l'analyse connue sous le nom de paradoxe de Jevons. William Stanley Jevons avait montré en 1865 que la consommation de charbon en Angleterre avait considérablement augmenté après que James Watt a introduit ses améliorations de la machine à vapeur. Selon Jevons, en effet, l'augmentation de l'efficacité de l'utilisation du charbon tend à augmenter la demande de charbon au lieu de la réduire : puisque le coût de l'énergie est plus faible, elle devient plus rentable à utiliser et son emploi s'accroît.
Dans le même esprit, le postulat de Khazzoom-Brookes est une déduction contre-intuitive. Les auteurs considèrent que l'augmentation des coûts de l'énergie (à cause de taxes supplémentaires, de pénuries, etc.) réduisent à court terme l'utilisation de l'énergie, mais favorise, à long terme, une meilleure efficacité énergétique. Il conclut que « cette réponse en efficacité compense partiellement l'augmentation des prix et donc la réduction de la demande est affaiblie. Le résultat final est un nouvel équilibre entre l'offre et la demande à un niveau plus élevé de l'approvisionnement et de la consommation que s'il n'y avait pas eu de réponse en efficacité. »
Trois canaux d'augmentation existent. Le premier est celui de l'accroissement de l'efficacité : une meilleure efficacité rend l'utilisation de l'énergie relativement meilleur marché, ce qui stimule la consommation. Le deuxième est celui de l'augmentation de la croissance : lorsque la richesse d'un système économique croît, plus d'énergie est consommée. Le troisième est l'augmentation de l'efficacité dans un « goulot d'étranglement », qui multiplie l'utilisation de toutes les technologies, produits et services qui étaient limités. Si une agglomération est limitée dans son approvisionnement en eau, les maisons existantes réduisent leur consommation d'eau de moitié ; alors, l'agglomération peut doubler en taille, induisant une augmentation de la consommation d'énergie, de transports etc.
Ainsi, les voitures utilisant moins de carburant pourraient provoquer une augmentation correspondante du nombre de voitures, des trajets et d'activités liées aux voyages plutôt qu'une baisse de la demande en énergie. Il apparaît que ces multiplicateurs latents d'effets opposés seraient généralement plus grands que le résultat linéaire de l'effet original.

## Historique
Khazzoom et Brookes commencent leurs études sur le sujet à la suite des crises pétrolières en 1973 et 1979, lorsque la demande pour des automobiles à plus faible consommation commence à augmenter. Bien qu'une meilleure efficacité énergétique par véhicule est obtenue, la consommation globale continue d'augmenter. « Les chocs pétroliers de l'OPEP provoquèrent de grosses améliorations de l'efficacité énergétique, en particulier dans le domaine du pétrole. Mais trois décennies plus tard, on constate que l'effet net de ces mesures a été d'augmenter l'appétit mondial en brut. Alors que la consommation de pétrole par unité de PIB a chuté de manière impressionnante dans les économies fortement consommatrices d'énergie comme les États-Unis, la consommation totale de pétrole et simultanément la consommation totale d'énergie augmente rapidement. L'augmentation de la consommation d'énergie a minimisé les gains en efficacité économique. De ce fait, au lieu de limiter la demande en énergie, ce qu'on observe est que les améliorations de l'efficacité énergétique conduisent à des niveaux de plus en plus élevés de consommation d'énergie. »

## Réception
Le postulat fait l'objet de recherches économiques. En 1992, Harry Saunders publie un papier de recherche où il montre que le postulat est valide selon la théorie néo-classique de la croissance.